# Alexandre Fichet
Pour les articles homonymes, voir Fichet.
Alexandre Fichet, né le 6 février 1799 à Étrépilly (Seine-et-Marne) où il est mort le 31 août 1862, est un inventeur et serrurier français, fondateur de la marque Fichet à l'origine du groupe éponyme.

## Biographie
Fichet fonde en 1825 à Paris un atelier et découvre le principe de l'incrochetabilité, brevet d'invention qu'il dépose en 1829. La marque devient rapidement célèbre.
Nommé serrurier de la Bibliothèque royale, il crée en 1846 une fabrique de coffres-forts qu'il perfectionne sans cesse et dépose la même année un brevet pour un « système de combinaisons invisibles applicable aux serrures de toute espèce ». Sa fille, Apolline, lui succède à la tête du groupe Fichet lorsqu'il meurt en 1862.
L'invention de Fichet est mentionnée dans deux romans de Jules Verne, César Cascabel (partie 1, chapitre I) et Claudius Bombarnac (chapitre XI).